# Cheeta
Cheeta (czytaj czita) – zwierzęca postać filmowa szympansa występująca w cyklu filmów o Tarzanie, w roli towarzysza tytułowego bohatera. Rolę Cheety w pierwszych filmach z tego cyklu grał szympans o imieniu Jiggs tresowany przez tresera zwierząt Tony’ego Gentry.